# Els jocs de la fam (pel·lícula)
Els jocs de la fam (títol original en anglès, The Hunger Games) és una pel·lícula estatunidenca de 2012 dirigida per Gary Ross i basada en la novel·la homònima de Suzanne Collins.
La història és un drama de ciència-ficció distòpic que se situa en un món postapocalíptic governat per un Capitoli que té plens poders després de diversos desastres.

## Argument
El que en el passat van ser els Estats Units, ara anomenats Panem: un fastuós Capitoli exerceix un control rigorós sobre els dotze districtes que l'envolten i que estan aïllats entre si. Cada districte es veu obligat a enviar anualment un noi i una noia entre els dotze i els divuit anys perquè participin en els Jocs de la Fam, un retorçat càstig per un aixecament que va tenir lloc en el passat. És un esdeveniment retransmès per televisió a tot el país, i en el qual els «Tributs» han de lluitar entre si fins que només quedi un supervivent. Katniss Everdeen (Jennifer Lawrence), una jove de setze anys, decideix substituir la seva germana en els jocs; però per a ella, que ja ha vist la mort de prop, la lluita per la supervivència és la seva segona naturalesa.
La Katniss és escollida juntament amb en Peeta, un noi que l'estima des de petita i tots dos han de competir amb altres tributs professionals, que actuen amb crueltat. Ella creu que la seva història d'amor és un truc per aconseguir el favor de l'audiència i segueix el corrent, però els seus sentiments es compliquen quan conviu més amb el Peeta. Acaba decidint que vol trencar les regles dels Jocs i amenaça de suïcidar-se per no guanyar, forçant així el Capitoli a canviar les regles de manera temporal. Llavors pot tornar a casa i afrontar què hi ha del cert en l'amor amb el Peeta.

## Producció
El març de 2009 Lions Gate Entertainment va signar un acord de coproducció d'Els jocs de la fam amb la productora Color Force, pertanyent a Nina Jacobson, que havia adquirit els drets de distribució de la novel·la a tot el món unes setmanes abans. L'estudi, que no havia obtingut beneficis des de feia cinc anys, va paralitzar els pressupostos d'altres produccions i va vendre actius per assegurar un pressupost de 88 milions de dòlars per a la pel·lícula. El representant de Collins, Jason Dravis, va remarcar que «ells [Lionsgate] tenien a tothom, però l'ajudant de càmera ens va trucar» per ajudar a assegurar la franquícia. Per tal que la pel·lícula obtingués una qualificació PG-13 per part de la Motion Picture Association of America, la mateixa Collins va adaptar l'argument de la novel·la per al cinema, en col·laboració amb el guionista Billy Ray i el director Gary Ross. El guió segueix sent molt fidel a la novel·la original i Ross va afirmar que «l'única manera que la pel·lícula fos realment reeixida era ser totalment subjectiu» en la seva presentació dels fets, destacant la utilització del present en primera persona de la novel·la de Collins.
L'actriu de vint-i-dos anys Jennifer Lawrence va ser escollida per interpretar el paper de Katniss Everdeen. Encara que Lawrence tenia quatre anys més gran que el personatge de la novel·la quan va començar el rodatge, Collins creia que el paper exigia una «certa maduresa i poder», motiu pel qual preferia que l'actriu més gran. Va afegir que Lawrence va ser l'«única que realment capturava el personatge que vaig escriure en el llibre» i que tenia «cada qualitat essencial necessària per exercir de Katniss». Lawrence, considerada un fan dels llibres, va esperar fins a tres dies per acceptar el paper, inicialment sobrepassada per la grandària de la producció. Més tard, Josh Hutcherson i Liam Hemsworth es van afegir al repartiment com a Peeta i Gale, respectivament. La producció va començar a finals de la primavera del 2011 i la pel·lícula es va estrenar el 23 de març de 2012. El primer cap de setmana d'estrena la pel·lícula va assolir un rècord de 152,5 milions de dòlars dels Estats Units a Amèrica del Nord. The Hunger Games: Catching Fire, basada en la segona novel·la de la trilogia, es va estrenar el 22 de novembre de l'any següent.

## Banda sonora
El primer senzill de l'àlbum de la pel·lícula, "Safe & Sound" de Taylor Swift amb The Civil Wars, va sortir el 23 de desembre de 2011. Va aconseguir el número 1 en les llistes d'iTunes en 12 hores. El video musical de "Safe & Sound", va ser llançat el 13 de febrer de 2012. Juntament amb les cançons separades de Swift i The Civil Wars, la banda sonora també comptarà amb cançons de The Decemberists, Arcade Fire, The Sisters Secret, Miranda Lambert amb The Pistol Annies, Neko Case, Kid Cudiel guanyador a el premi de l'acadèmia, Glen Hansard, The Low Anthem, Punch Brothers, Birdy, Maroon 5, Jayme Dee, i Carolina Chocolate Drops. La banda sonora serà llançada el 20 de març de 2012.44 La llista de cançons de la banda sonora va ser revelat a iTunes el 13 de febrer de 2012, i el 14 "One Engine" va ser llançat com a segon senzill. Jennifer Lawrence cantant "Rue’s Lullaby" (cançó de bressol de Rue), no està inclosa en la banda sonora, però estarà disponible com una descàrrega bonus el 27 de març. L'àlbum va debutar en el número 1 de Billboard 200, venent 175.000 còpies en la seva primera semana.

## Repartiment
| Intèrpret         | Personatge        | Veu en català   |
| ----------------- | ----------------- | --------------- |
| Jennifer Lawrence | Katniss Everdeen  | Isabel Valls    |
| Josh Hutcherson   | Peeta Mellark     | Ivan Labanda    |
| Liam Hemsworth    | Gale Hawthorne    | David Brau      |
| Elizabeth Banks   | Effie Trinket     | Cristina Mauri  |
| Stanley Tucci     | Caesar Flickerman | Pep Anton Muñoz |
| Lenny Kravitz     | Cinna             | Carles Di Blasi |
| Donald Sutherland | President Snow    | Joaquim Díaz    |

## Seqüeles
El 8 d'agost de 2011, a el mateix temps de l'rodatge de la primera pel·lícula, Lionsgate havia anunciat l'adaptació cinematogràfica de la segona novel·la de la trilogia de Els jocs de la fam, En flames, llançada el 22 de novembre de 2013. Al novembre de 2011, Lionsgate va negociar amb el guionista de Slumdog Millionaire i 127 Hores, Simon Beaufoy per adaptar la novel·la per la pantalla, ja que Ross i Collins estaven massa ocupats en la postproducció d'Els jocs de la fam com per adaptar la propera pel·lícula com s'havia previst. Es va esperar que Ross tornés com a director de la seqüela, que finalment va dirigir Francis Lawrence. Al gener de 2012, Ross i Beaufoy van signar oficialment un contracte com a director i guionista, respectivamente.
Woody Harrelson va revelar en una entrevista a la nit dels MTV Movie que havia signat un contracte per quatre películas. Més tard es va revelar en l'edició de febrer de The Hollywood Reporter que Jennifer Lawrence, Josh Hutcherson i Liam Hemsworth havien signat per a tota la franquicia.
A l'abril de 2012, van sorgir informes que Ross i Lionsgate encara no havien arribat a un acord final perquè tornés com a director, ja que Ross demanava que la paga fos més gran que els $ 3 milions que va rebre per Els Jocs de la Fam, i Jennifer Lawrence estava sota contracte amb 20th Century Fox, per a una seqüela de X-Men: primera generació amb Fox i que era la major prioritat per Lawrence, tot i que no hi havia data de llançament, ni guió o pla de rodaje. Es va confirmar més tard que "en flames" començaria la producció a la tardor de 2012, amb el rodatge de la seqüela de X-Men: primera generació al gener de 2013, la qual cosa permetria a Lawrence aparèixer en les dues películas. Gary Ross, no dirigir Catching Fire, afirmant que: "Com a escriptor i director, simplement no tinc el temps que necessito per escriure i preparar la pel·lícula que jo hagués volgut fer a causa de el programa de producció fixa i ferma"
Lionsgate anunciar que l'últim llibre de la trilogia, ocell de la revolta, seria adaptat a cinema en dues parts. La primera part es va estrenar el 21 de novembre de 2014, i la segona part el 20 de novembre de 2015.